# Điện Biên Đông (thị trấn)
Điện Biên Đông là thị trấn huyện lỵ của huyện Điện Biên Đông, tỉnh Điện Biên, Việt Nam.

## Địa lý
Thị trấn Điện Biên Đông có vị trí địa lý:
- Phía bắc giáp xã Na Son
- Phía đông giáp xã Na Son và xã Phì Nhừ
- Phía nam giáp xã Keo Lôm
- Phía tây giáp xã Na Son.

Thị trấn Điện Biên Đông có diện tích 23,98 km², dân số năm 2022 là 3.684 người,  mật độ dân số đạt 153 người/km².

## Hành chính
Thị trấn Điện Biên Đông được chia thành 5 tổ dân phố: 1, 2, 3, 4, 5.

## Lịch sử
Ngày 6 tháng 6 năm 2005, Chính phủ ban hành Nghị định số 72/2005/NĐ-CP về việc thành lập thị trấn Điện Biên Đông trên cơ sở 1.890 ha diện tích tự nhiên và 2.986 người của xã Na Son.
Ngày 10 tháng 7 năm 2019, HĐND tỉnh Điện Biên ban hành Nghị quyết số 116/NQ-HĐND về việc:
- Sáp nhập TDP Số 2 vào TDP Số 1.
- Đổi tên TDP Số 7 thành TDP Số 2.
- Sáp nhập TDP Số 4 vào TDP Số 3.
- Sáp nhập TDP Số 5 và TDP Số 10 thành TDP Số 4.
- Sáp nhập 3 TDP Số: 6, 8, 9 thành TDP Số 5.